# Deutsche Eishockey Liga 2004-2005
La Deutsche Eishockey Liga 2004-2005 fu l'undicesima stagione della Deutsche Eishockey Liga. Al termine dei playoff gli Eisbären Berlin si aggiudicarono il loro primo titolo della DEL, dopo aver già vinto in passato 15 titoli nel campionato della Germania Est.
La stagione fu contrassegnata dall'arrivo di 22 giocatori provenienti dalla National Hockey League, inattiva a causa del lockout. Nei playout, nonostante la sconfitta sul ghiaccio, i Kassel Huskies poterono restare nella lega a causa del ritiro della licenza ai Grizzly Adams Wolfsburg, colpevoli di non aver terminato in tempo i lavori per la costruzione di un nuovo impianto. I Grizzly Adams furono perciò retrocessi in 2. Eishockey-Bundesliga.

## Stagione regolare
Come nella stagione precedente si disputò un girone unico per tutte e 14 le formazioni, con un doppio turno di andata e ritorno, nel quale al termine dei 60 minuti regolamentari, in caso di pareggio, le squadre si affrontarono negli shootout. Le prime otto squadre si qualificarono ai playoff, mentre le ultime due affrontarono i playout.

### Classifica
|                     | Pos. | Squadra             | Pt  | G  | V  | VOT | POT | P  | GF  | GS  | DR  |
| ------------------- | ---- | ------------------- | --- | -- | -- | --- | --- | -- | --- | --- | --- |
|                     | 1.   | Frankfurt Lions     | 103 | 52 | 30 | 5   | 3   | 14 | 197 | 124 | +73 |
| Germania (bandiera) | 2.   | Eisbären Berlino    | 101 | 52 | 31 | 1   | 6   | 14 | 166 | 141 | +25 |
|                     | 3.   | Nürnberg Ice Tigers | 95  | 52 | 25 | 8   | 4   | 15 | 189 | 132 | +67 |
|                     | 4.   | Kölner Haie         | 92  | 52 | 26 | 3   | 8   | 15 | 147 | 121 | +26 |
|                     | 5.   | ERC Ingolstadt      | 91  | 52 | 26 | 5   | 3   | 16 | 149 | 139 | +10 |
|                     | 6.   | Adler Mannheim      | 80  | 52 | 23 | 3   | 5   | 21 | 151 | 150 | +1  |
|                     | 7.   | Augsburger Panther  | 80  | 52 | 22 | 2   | 6   | 22 | 150 | 154 | -4  |
|                     | 8.   | Hamburg Freezers    | 76  | 52 | 22 | 4   | 2   | 24 | 133 | 148 | -15 |
|                     | 9.   | Krefeld Pinguine    | 73  | 52 | 18 | 8   | 3   | 23 | 145 | 159 | -14 |
|                     | 10.  | DEG Metro Stars     | 71  | 52 | 19 | 5   | 4   | 24 | 139 | 152 | -13 |
|                     | 11.  | Iserlohn Roosters   | 64  | 52 | 17 | 4   | 5   | 26 | 138 | 156 | -18 |
|                     | 12.  | ERC Ingolstadt      | 60  | 52 | 15 | 6   | 3   | 28 | 133 | 175 | -42 |
|                     | 13.  | Grizzlys Wolfsburg  | 58  | 52 | 16 | 3   | 4   | 29 | 134 | 174 | -40 |
|                     | 14.  | Kassel Huskies      | 52  | 52 | 10 | 7   | 8   | 27 | 123 | 176 | -46 |

Legenda:

      Ammesse ai Playoff
      Ammesse ai Playout
Note:

Tre punti a vittoria, due punti a vittoria dopo overtime, un punto a sconfitta dopo overtime, zero a sconfitta.

## Playoff
|  | Quarti di finale | Quarti di finale   | Quarti di finale |                 |                     | Semifinali      | Semifinali | Semifinali |  |  | Finale | Finale         | Finale |
|  |                  |                    |                  |                 |                     |                 |            |            |  |  |        |                |        |
|  | 1                | Frankfurt Lions    | 4                |                 |                     |                 |            |            |  |  |        |                |        |
|  | 8                | Hamburg Freezers   | 2                |                 |                     |                 |            |            |  |  |        |                |        |
|  | 8                | Hamburg Freezers   | 2                |                 | 1                   | Frankfurt Lions | 2          |            |  |  |        |                |        |
|  |                  |                    |                  |                 | 1                   | Frankfurt Lions | 2          |            |  |  |        |                |        |
|  |                  | 6                  | Adler Mannheim   | 3               |                     |                 |            |            |  |  |        |                |        |
|  | 3                | 6                  | Adler Mannheim   | 3               | Nürnberg Ice Tigers | 2               |            |            |  |  |        |                |        |
|  | 3                |                    |                  |                 | Nürnberg Ice Tigers | 2               |            |            |  |  |        |                |        |
|  | 6                | Adler Mannheim     | 4                |                 |                     |                 |            |            |  |  |        |                |        |
|  |                  |                    |                  |                 |                     |                 |            |            |  |  | 6      | Adler Mannheim | 0      |
|  |                  |                    | 2                | Eisbären Berlin | 3                   |                 |            |            |  |  |        |                |        |
|  | 2                | Eisbären Berlin    | 4                |                 |                     |                 |            |            |  |  |        |                |        |
|  | 7                | Augsburger Panther | 1                |                 |                     |                 |            |            |  |  |        |                |        |
|  | 7                | Augsburger Panther | 1                |                 | 2                   | Eisbären Berlin | 3          |            |  |  |        |                |        |
|  |                  |                    |                  |                 | 2                   | Eisbären Berlin | 3          |            |  |  |        |                |        |
|  |                  | 5                  | ERC Ingolstadt   | 1               |                     |                 |            |            |  |  |        |                |        |
|  | 4                | 5                  | ERC Ingolstadt   | 1               | Kölner Haie         | 3               |            |            |  |  |        |                |        |
|  | 4                |                    |                  |                 | Kölner Haie         | 3               |            |            |  |  |        |                |        |
|  | 5                | ERC Ingolstadt     | 4                |                 |                     |                 |            |            |  |  |        |                |        |

### Quarti di finale
| Squadra 1           | Totale | Squadra 2          | Gara 1 | Gara 2    | Gara 3    | Gara 4 | Gara 5    | Gara 6    | Gara 7 |
| ------------------- | ------ | ------------------ | ------ | --------- | --------- | ------ | --------- | --------- | ------ |
| Frankfurt Lions     | 4 - 2  | Hamburg Freezers   | 3 - 2  | 1 - 2     | 5 - 0     | 2 - 4  | 1 - 0 dts | 1 - 0 dts |        |
| Eisbären Berlino    | 4 - 1  | Augsburger Panther | 3 - 2  | 3 - 0     | 2 - 1     | 5 - 6  | 5 - 1     |           |        |
| Nürnberg Ice Tigers | 2 - 4  | Adler Mannheim     | 4 - 5  | 4 - 3 dts | 0 - 4     | 3 - 4  | 5 - 3     | 1 - 3     |        |
| Kölner Haie         | 3 - 4  | ERC Ingolstadt     | 4 - 2  | 0 - 4     | 3 - 2 dts | 2 - 4  | 3 - 4     | 3 - 1     | 2 - 5  |

### Semifinali
| Squadra 1        | Totale | Squadra 2      | Gara 1 | Gara 2 | Gara 3 | Gara 4    | Gara 5 |
| ---------------- | ------ | -------------- | ------ | ------ | ------ | --------- | ------ |
| Frankfurt Lions  | 2 - 3  | Adler Mannheim | 3 - 4  | 1 - 3  | 4 - 3  | 2 - 1 dts | 0 - 2  |
| Eisbären Berlino | 3 - 1  | ERC Ingolstadt | 3 - 5  | 3 - 2  | 4 - 2  | 4 - 2     |        |

### Finale
| Squadra 1      | Totale | Squadra 2        | Gara 1 | Gara 2 | Gara 3 | Gara 4 | Gara 5 |
| -------------- | ------ | ---------------- | ------ | ------ | ------ | ------ | ------ |
| Adler Mannheim | 0 - 3  | Eisbären Berlino | 3 - 5  | 0 - 4  | 1 - 4  |        |        |

## Playout

### Finale
| Squadra 1          | Totale | Squadra 2      | Gara 1 | Gara 2 | Gara 3 | Gara 4 | Gara 5 | Gara 6 | Gara 7 |
| ------------------ | ------ | -------------- | ------ | ------ | ------ | ------ | ------ | ------ | ------ |
| Grizzlys Wolfsburg | 4 - 3  | Kassel Huskies | 2 - 0  | 0 - 3  | 7 - 0  | 2 - 4  | 0 - 2  | 4 - 1  | 3 - 2  |